# باتيك
باتيك (بالإنجليزية: Batik)‏ هي إحدى طرق الصباغة الفنية، تشتهر بها أندونيسيا للحصول على التصميمات الملونة على الأقمشة القطنية. تعتمد هذه الطريقة على تغطية القماش بطبقة من الشمع، وبعد جفاف الشمع على القماش يشرَّخ إلى الدرجة المطلوبة، ثم يصبغ القماش فيظهر اللون في الأماكن غير المغطاة بالشمع (المشرخة).
يستخدم للعملية خليط شمع النحل وشمع البرافين. يفيد شمع النحل في ثبات الخليط على القماش، بينما يفيد شمع البرافين في التشريخ وهو ميزة الباتيك. يمكن استخدم عدة ألوان من خلال سلسلة من عمليات الصباغة والتجفيف والتشميع. ترسم خطوط الشمع الدقيقة على القماش باستعمال إبرة منحنية، مجهزة بمقبض خشبي مع كأس معدني صغير ذو ميزاب صغير ينز منه الشمع. هناك طريقة أخرى للتشميع بمهر القماش باستعمال كتلة خشبية أو معدنية مجهزة بأسلاك مدهونة بالشمع.
يستعمل القماش المصبوغ بطريقة الباتيك الأندونيسي لألبسة ذات الرسوم المعقدة. وهناك رسمات خاصة بالنبلاء. ونجد الرسوم والشعارات الغامضة، بالإضافة إلى رسوم الحيوانات.

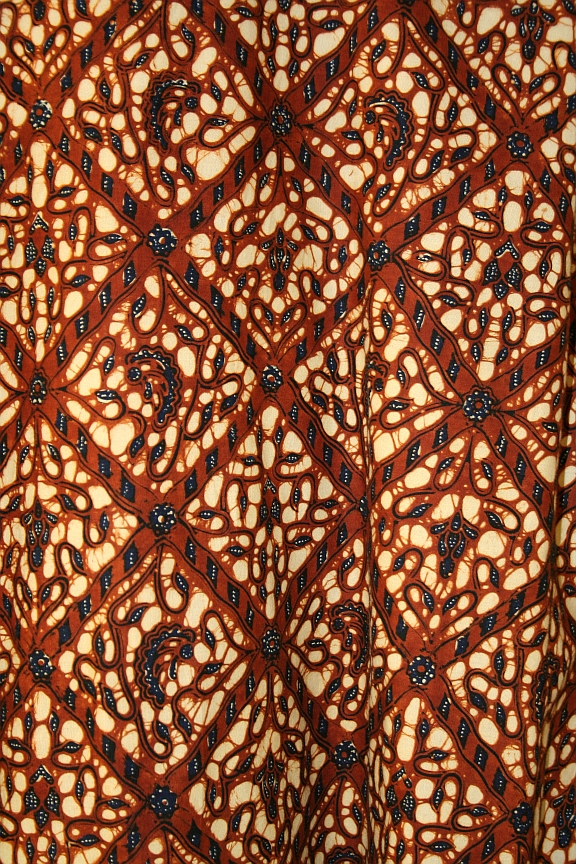
قماش أندونيسي مصبوغ بطريقة باتيك
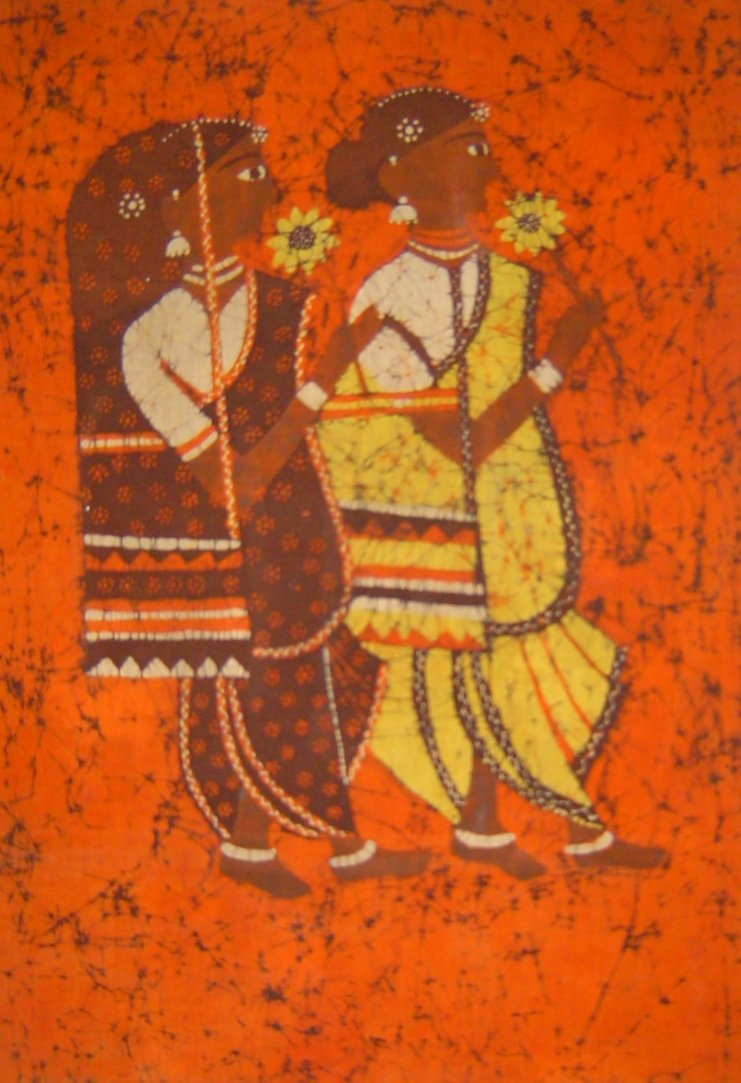
باتيك برسمة امرأتين هنديتين

## ما هو باتيك؟
كما أن "الباتيك ينسج"، مثل الملابس، وأغطية المائدة، وجوه الوسائد، وأغطية الجدران، والشالات، والأوشحة، وملابس الأطفال تجتذب أيضا انتباه العالم بأسره اليوم.نسمي النسيج "باتيك المنسوجات"، والتي يتم تشكيلها من قبل الصباغة على أي نسيج مسطح من خلال تشكيل نمط.منفذ الباتيك هو تقنية إندونيسية، قديمة قدمها قرون.كانت هذه هي المرة الأولى التي يقوم فيها المسافر في القرن السادس عشر بتغطية فنية عالية من الباتيك.ومنذ القرن التاسع عشر، دخلت تقنية الباتيك الحرف اليدوية الأوروبية.في تصاميم الباتيك، والزهور الطبيعة، الفراشات الملونة، والطيور الجنة هي منمقة وتستخدم كزخارف.في جاوا، يفضل عادة الأقمشة القطنية لفساتين الباتيك، وفي أوروبا، يفضل الأقمشة القطنية المنسوجة.في الوقت الحاضر، فإنه ليس من الممكن لجعل واحدة مماثلة، لذلك لا يزال الحفاظ على وزن الملابس والبطاطا الزخرفية.

## كيف يستخدم الباتيك
في أعمال الباتيك، يتم رسم الأنماط على النسيج الأبيض وفقا للنمط.يتم تغطية الأماكن غير المرغوب فيها الملونة مع الشموع.يتم تلوين النسيج في مربع صبغ.ديسند هو الملونة من قبل الصبح عدة مرات حتى يتم الحصول على الألوان المفضلة.سيكون هناك فواصل في شمعة في سياق العمل، ويتم خلط بعض الألوان معهم.هذا هو سمة من التمارين الباتيك.عند اختيار النسيج، ونوع النسيج يختلف اعتمادا على حيث يتم استخدام بالوعة.وتستخدم جميع أنواع الأقمشة في صنع العناصر الزخرفية.ويمكن تقييم الدراسات على الحرير الطبيعي.الباروكات، فروع، أغطية الرأس يمكن أن تكون مصنوعة من الحرير الطبيعي.يمكن إجراء دراسات الباتيك مع أي نمط.مطلوب عمليات خاصة عند العمل مع الألوان المتناقضة.ويفضل في الألوان تكمل بعضها البعض في الدراسات.على سبيل المثال الأبيض والأصفر والبني والأحمر، بورجوندي، أسود.

## أنواع الباتيك
- مشمع باتيك
- كشط باتيك
- الباتيك مع العفن
- تجليد باتيك (خشبية باتيك)
- ليناليوم باتيك
- قالب باتيك
- ورقة باتيك
- تدفق باتيك

الباتيك طلاء، مقاوم للحرارة، يبقى لونه مشرقا حتى بعد غسله.يمكن الحصول على الوان جديده عن طريق خلط الألوان مع بعضها البعض.وينبغي استخدام الدهانات الملونة الزاهية في صنع الباتيك.بالإضافة إلى النسيج، ويمكن الحصول على أوراق الزخرفية المختلفة من خلال تطبيق طيات مختلفة للورق.يجب أن تكون ثابتة الباتيك رسمت (ثابتة) من خلال أخذ الشمعة، تبخير على الإطلاق وتمريرها من خلال عمليات مختلفة.إذا لم يتم ذلك أو هناك أي قصور في العمليات، سيتم فقدان ميزة الباتيك.

## اقرأ أيضا
- ممانعة الصباغة
- خطوط عريضة للحرف

## ثبت المراجع
1. ↑  وصلة مرجع: https://www.dharmatrading.com/techniques/batik-instructions.html.
2. ↑  وصلة مرجع: http://www.expat.or.id/info/batik.html.
3. ↑  مذكور في: القائمة التمثيلية للتراث الثقافي غير المادي للبشرية. معرف اليونسكو للتراث غير المادي: RL/00170. لغة العمل أو لغة الاسم: الإنجليزية.
4. ↑  معجم مصطلحات الصناعات النسيجية، م.عبد المنعم صبري، م.رضاء صالح شرف، دار الأهرام للنشر، القاهرة
5. ↑  "أحدث ساعات باتيك فيليب في معرض بازل 2017 - عالم الساعات و المجوهرات". عالم الساعات و المجوهرات (بar-AR). 27 Mar 2017. Archived from the original on 2018-01-14. Retrieved 2018-01-14.{{استشهاد بخبر}}:  صيانة الاستشهاد: لغة غير مدعومة (link)
6. ↑  "What is Batik? | The Batik Guild". www.batikguild.org.uk. مؤرشف من الأصل في 2019-11-13. اطلع عليه بتاريخ 2018-01-14.
7. ↑  "مع بلوغها 175 عاماً... باتيك فيليب تكشف عن ساعة يد بقيمة 2.6 مليوني دولار". An-Nahar. 15 أكتوبر 2014. مؤرشف من الأصل في 2018-01-15. اطلع عليه بتاريخ 2018-01-14.
8. ↑  "Batik: a cultural dilemma of infatuation and appreciation - The Jakarta Post". www.thejakartapost.com. مؤرشف من الأصل في 2019-09-05. اطلع عليه بتاريخ 2018-01-14.
9. ↑  "UNESCO Culture Sector - Intangible Heritage - 2003 Convention :". 12 أكتوبر 2014. مؤرشف من الأصل في 2020-06-05. اطلع عليه بتاريخ 2018-01-14.{{استشهاد ويب}}:  صيانة الاستشهاد: BOT: original URL status unknown (link)